# 佐々木省三 (実業家)
佐々木 省三（ささき しょうぞう、1912年6月5日 - 2001年6月29日）は、日本の経営者。綜合警備保障社長を務めた。

## 経歴
宮城県出身。1936年に早稲田大学政治経済学部経済学科を卒業し、同年に大東京火災海上保険に入社。
1960年6月に取締役、1963年に常務、1966年に専務、1971年6月に監査役を経て、同年8月に綜合警備保障常務に就任し、1980年11月には社長に昇格。1986年9月に相談役に就任。
1968年6月から1981年6月までに早稲田大学理事と1970年5月から1974年5月までに大東京興産社長を務め、巣鴨学園理事も務めた。
2001年6月29日、急性呼吸不全のために死去。89歳没。